# داستان ریاضی‌دانان
داستان ریاضی‌دانان مجموعه تلویزیونی ایرانی به کارگردانی محمدعلی طالبی است که در سال ۱۳۶۲ از برنامهٔ کودک و نوجوان پخش شد.

## خلاصه داستان
این مجموعهٔ تلویزیونی دربارهٔ زندگی چهار دانشمند و ریاضی‌دان ایرانی است.

## گزیدهٔ بازیگران
- رضا ژیان در نقش ابن سینا
- علی نجات در نقش ابوریحان بیرونی
- اکبر عبدی در نقش سلطان محمود غزنوی
- محبوبه بیات
- مصطفی لاجوردی
- حمید جبلی